# Pangkalan Dolok Lama
Pangkalan Dolok Lama is een bestuurslaag in het regentschap Padang Lawas Utara van de provincie Noord-Sumatra, Indonesië. Pangkalan Dolok Lama telt 347 inwoners (volkstelling 2010).